# Stadtbibliothek Gütersloh

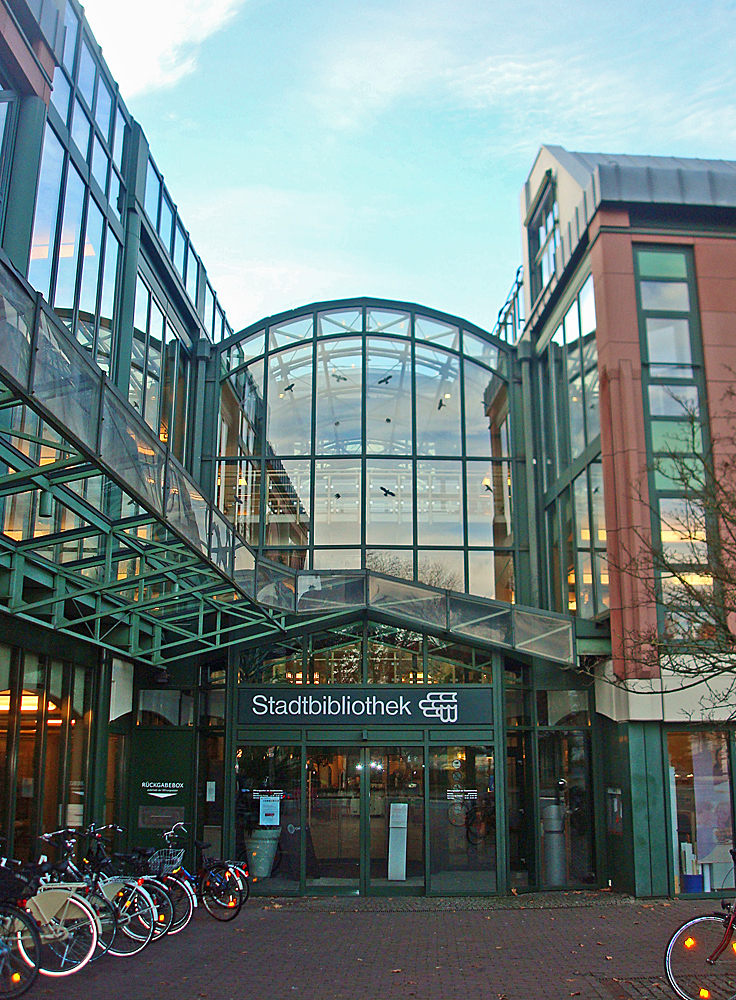
Haupteingang

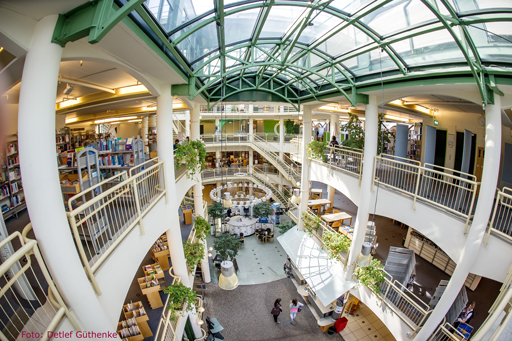
Haupthalle

Die Stadtbibliothek Gütersloh ist eine öffentliche Bibliothek in der ostwestfälischen Stadt Gütersloh. Sie dient als Informations-, Kultur- und Bildungszentrum der Stadt. Gesellschafter der Stadtbibliothek Gütersloh GmbH sind die Stadt Gütersloh (51 %) und die Bertelsmann Stiftung (49 %).
Zu den Aufgaben der Bibliothek gehört unter anderem, Informationsgewinnung qualifiziert zu unterstützen, bedarfsgerechte Medienangebote für Bildungs- und Freizeitbedürfnisse aller Einwohner bereitzustellen und deren Informationsbedürfnisse in den Bereichen Kultur, Aus- und Fortbildung, Freizeitgestaltung und Alltagsbewältigung abzudecken. Eine weitere Hauptaufgabe der Stadtbücherei ist die Leseförderung.

## Geschichte
Die Idee für den Neubau einer Stadtbibliothek entstand Mitte der 1970er Jahre. Der Unternehmer und Stifter Reinhard Mohn unterstützte das Vorhaben. 1979 gründeten die Stadt Gütersloh und der Medienkonzern Bertelsmann eine Trägergesellschaft. 1982 übernahm die gemeinnützige Bertelsmann Stiftung die Anteile des Konzerns und ist seitdem Minderheitsgesellschafterin.
Baubeginn der Stadtbibliothek Gütersloh war im Februar 1982, die Eröffnung im Mai 1984. Erstmals lag ein Entwurf zu Grunde, der dem Konzept einer dreigeteilten Bibliothek folgte. Zu Beginn wurden den Benutzern rund 100.000 Medieneinheiten angeboten.
In den letzten Jahren wurde das digitale Angebot ausgebaut.

## Bestand und Dienstleistungen
Die Stadtbibliothek stellt zu Zwecken der Bildung, Kultur und Freizeit verschiedenste Medien zur Ausleihe zur Verfügung. Internetplätze, ein digitaler Werkraum u. v. m. runden das Angebot ebenso ab wie Veranstaltungen rund um mehr als 115.000 Medien. Die Stadtbibliothek Gütersloh verfügt über eine Publikumsfläche von mehr als 4.000 Quadratmetern. Im Jahr 2014 wurden 211.500 Besuche und 643.000 Entleihungen gezählt.

## Veranstaltungen
Für Kinder und Senioren bietet die Bibliothek ein Veranstaltungsprogramm. In der Q-thek finden Veranstaltungen zu digitalen Themen statt. Außerdem können in der Kinderbibliothek die gängigen Konsolen ausprobiert werden.
Jedes Jahr laden die Stadtbibliothek und die Schulbibliotheken der Stadt Schüler zum Sommerleseclub (SLC) ein. Mit Beginn der Sommerferien erhalten sie ein Leselogbuch, in dem die gelesenen Bücher eingetragen werden. Ab drei gelesenen Büchern bekommen die Schüler die Teilnahme durch Ausstellung eines Zertifikats bestätigt, welches meist auf einer Abschlussveranstaltung, zu dem alle Teilnehmer eingeladen werden, verliehen wird. Auf dem nächsten Schulzeugnis kann die Teilnahme am SLC als außerschulische Leistung vermerkt werden.
Neben dem Sommerleseclub gibt es den Lesefrühling, eine Veranstaltungsreihe für Kinder im Alter von 4 bis 12 Jahren, die in Kooperation mit der Stadtbibliothek Bielefeld durchgeführt wird.
„Schritt für Schritt – Buchstabenfit“ ist ein Projekt mit Angeboten für unterschiedliche Klassenstufen. Ziel der einzelnen Veranstaltungen ist es, die Bibliothek und deren Angebote besser kennenzulernen. Es werden Routinen wie Ausleihe, Rückgabe und Recherche eingeübt. Bei jedem Termin steht ein Medium im Vordergrund. Auf spielerische Weise wird Kindern Lesefreude vermittelt und das Lesen gefördert. Außerdem gibt es Führungen für Erwachsene und Kinder in Tageseinrichtungen.